# متالوپروتئیناز
تیتوپروتئیناز (انگلیسی: Metalloproteinase) که متالوپروتئاز هم خوانده می‌شود، به آنزیم‌هایی گفته می‌شود که مکانیسم کاتالیزی آنها با دخالت یک فلز انجام می‌شود. ملترین meltrin, نمونه‌ای از این انزیم هاست که نقش مهمی را در ادغام سلول‌های ماهیچه‌ای در طی تکامل رویان، در روندی که میوژنز خوانده می‌شود بازی می‌کند.
بیشتر متالوپروتئازها از روی بهره می‌برند، اما برخی نیز از کبالت استفاده می‌کنند. مواجهه کمپلکس آنزیم-یون فلزی با عوامل شلاته کننده، مانند  EDTA  منجر به غیرفعال شدن کامل کمپلکس می‌شود. EDTA یک شلاتور فلزات است که روی را که برای فعالیت آنزیم ضروری است بر می‌دارد. ارتوفنانترولین نیز که نوعی شلاتور است باعث مهار آنزیم می‌شود.

## طبقه‌بندی
دو گروه از متالوپروتئینازها وجود دارند:
- متالوپروتئینازهای اگزوپپتیدازی
- متالوپروتئینازهای اندوپپتیدازی